# Oleria vicina
Oleria vicina är en fjärilsart som beskrevs av Osbert Salvin 1869. Oleria vicina ingår i släktet Oleria och familjen praktfjärilar. Inga underarter finns listade i Catalogue of Life.